# 白银斑蛛
白银斑蛛（学名：Argyrodes bonadea）为球蛛科银斑蛛属的动物。分布于日本、台湾岛以及中国大陆的浙江、安徽、湖南、湖北、四川、广西、贵州、云南等地，多见寄居在金蛛和棒络新妇的网上。该物种的模式产地在日本。